# Jonathon Band
Jonathon Band (2 februari 1950) was van 2006 tot 2009 de First Sea Lord, de hoogste functie bij de Britse Royal Navy. In deze functie was hij een sterk voorstander van de productie van nieuwe schepen.

## Militaire loopbaan
- Sub-Lieutenant: 1 september 1971[1]
- Lieutenant: 30 januari 1974
- Commander: 30 juni 1983[2]
- Captain: 30 juni 1988[3]
- Rear Admiral: mei 1997
- Vice Admiral: januari 2000
- Admiral: mei 2001

## Decoraties
- Ridder Commandeur in de Orde van het Bad in 31 december 2001[4]
- Ridder Grootkruis in de Orde van het Bad in 14 juni 2008[5]